# Eupatorium tashiroi
Eupatorium tashiroi là một loài thực vật có hoa trong họ Cúc. Loài này được Hayata mô tả khoa học đầu tiên năm 1904.